# دانيال غريني
دانيال غريني (بالإنجليزية: Daniel Greene)‏ هو ممثل أمريكي، ولد في 1960 في الولايات المتحدة.

## أعمال

### أفلام
- (2000) أنا - نفسي وآيرين[1]
- (2001) هال السطحي[2]
- (2011) إجازة زوجية[3]
- (2014) الغبي والأغبى 2[4][5]
- (2018) الكتاب الأخضر

### مسلسلات
- ديناستي

## وصلات خارجية
- دانيال غريني على موقع IMDb (الإنجليزية)
- دانيال غريني على موقع ألو سيني (الفرنسية)
- دانيال غريني على موقع قاعدة بيانات الأفلام السويدية (السويدية)
- دانيال غريني على موقع قاعدة بيانات الفيلم (الإنجليزية)
- دانيال غريني على موقع كينوبويسك (الروسية)